# Compagnia di ventura
La Compagnia di ventura était dans l'Italie du Moyen Âge, une troupe mercenaire organisée et guidée par un condottiere, en italien appelé capitano di ventura.

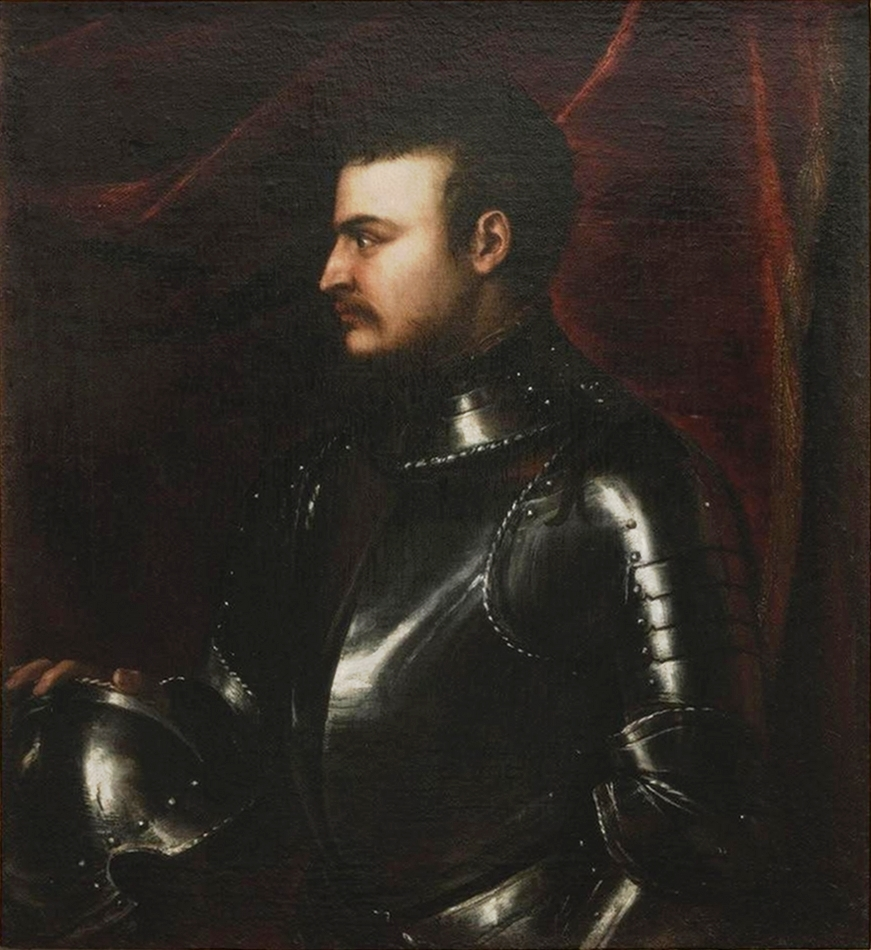
Portrait de Jean des Bandes Noires.

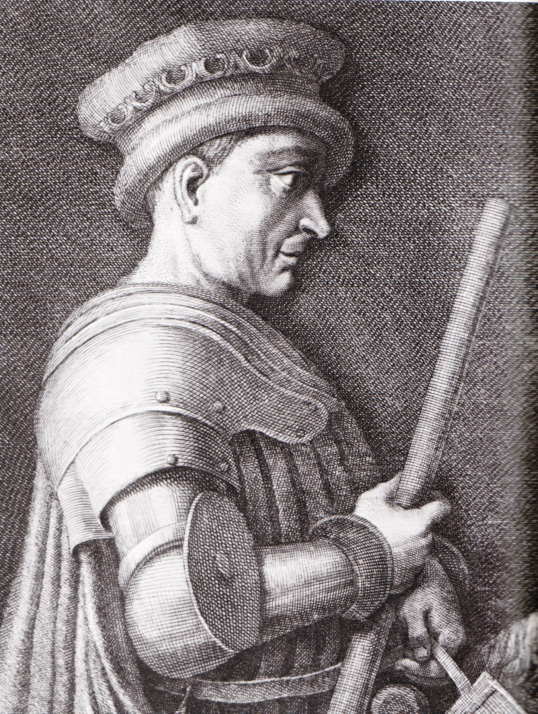
Portrait de John Hawkwood.

## Histoire
Leur apparition date de la fin des années 1200 et début des années 1300 : 
bandes formées de soldats professionnels, pour la plupart de basse classe sociale, prêts à tuer et à se faire tuer pour de l'argent ou pour un quelconque butin.
Au cours du XVe siècle la plupart des princes italiens mais aussi des communes utilisaient ces troupes professionnelles dans l'art de la guerre qui avaient un niveau élevé de formation et étaient experts dans l'utilisation des nouvelles armes.
La première unité de grande importance est la Compagnia di San Giorgio, formée par Mastino II della Scala et confiée aux ordres de Lodrisio Visconti, laquelle, lancée à la conquête de Milan, a été battue à la bataille de Parabiago.
Le déclin de ces compagnies mercenaires s'amorce avec la naissance et le renforcement des états nationaux.
La dernière compagnia di ventura célèbre est celle commandée par Giovanni de' Medici, connu comme Jean des Bandes Noires (« Giovanni dalle Bande Nere »), au début du  Cinquecento.

## Objectif de la compagnie
L'objectif unique de la compagnia di ventura était l'enrichissement par un quelconque moyen au service d'un tyran condottiere qui en excitait l'avidité.
Le plus souvent, la perspective d'un gros dû était supérieur au soldo (« solde »), c'est-à-dire la paye distribuée par le condottiere qui motivait les mercenaires à défaut d'un sens politique ou moral. Les exactions étaient commises dans l'indifférence générale et les condottieres se glorifiaient de leurs méfaits cherchant de fait à augmenter leur prestige militaire et la terreur militaire par leur férocité sur les territoires occupés ou contre leurs ennemis.
Ces compagnies ont parfois été citées comme principales responsables de la peste ou des famines et de la décadence de Sienne par rapport à sa rivale Florence à la fin du XIVe siècle : Sienne a dépensé 291 379 florins entre 1342 et 1399 pour le paiement des services de ces compagnies. La Compagnia Bianca de John Hawkwood, probablement la compagnie la plus active en Italie à la fin du XIVe siècle, fait partie de celles qui ont été les plus employées par Sienne.

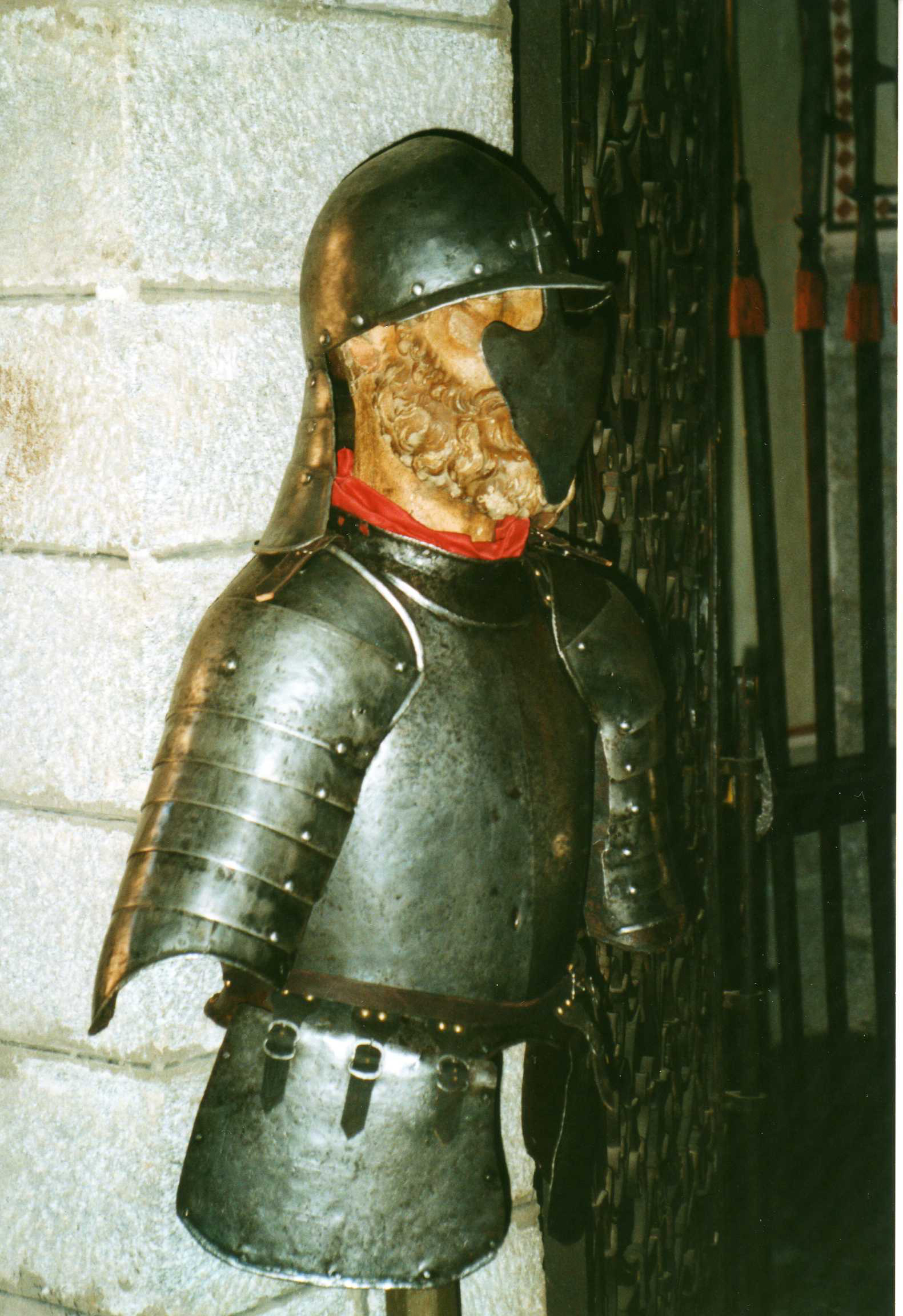
Armure de soldat
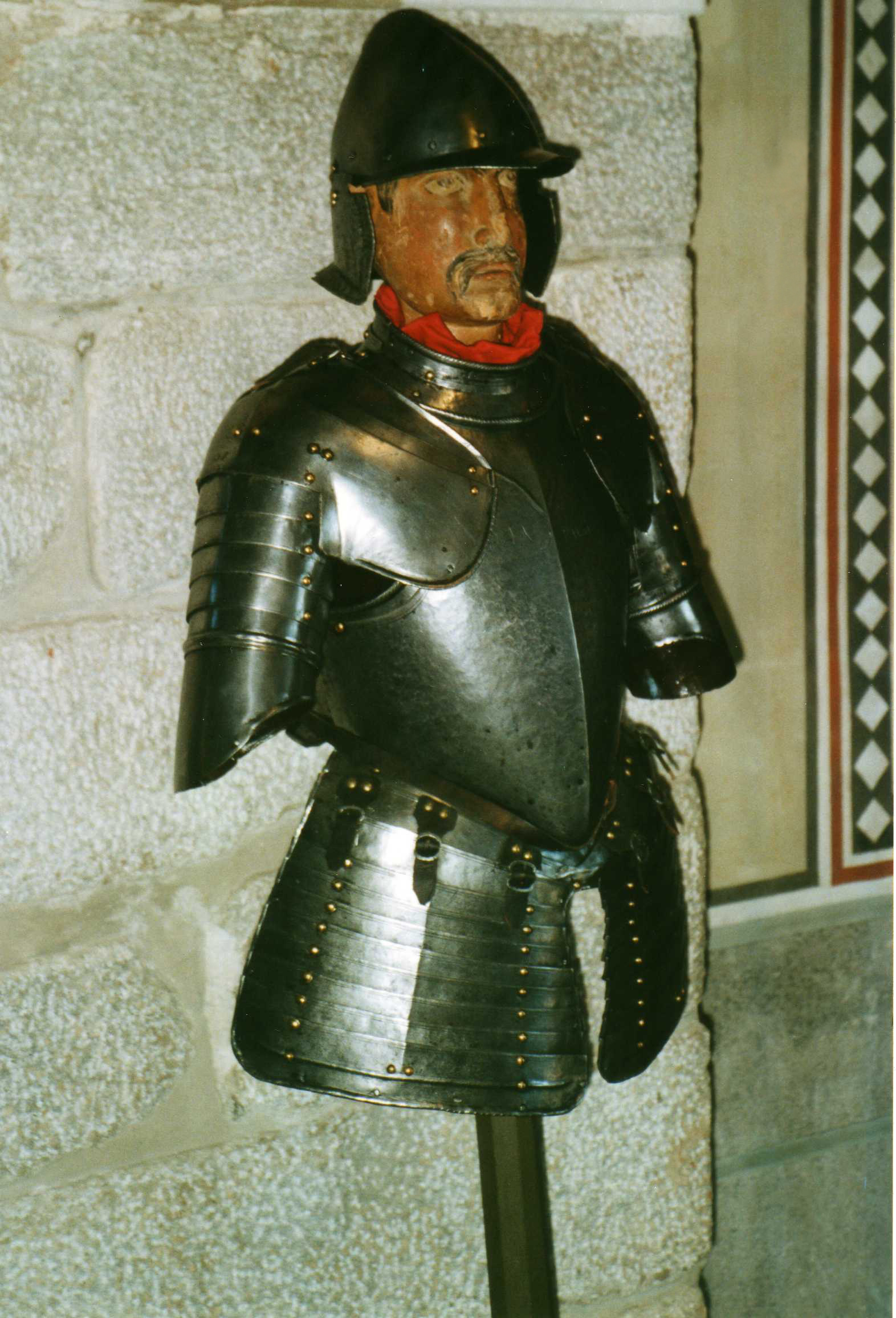
Armure de soldat
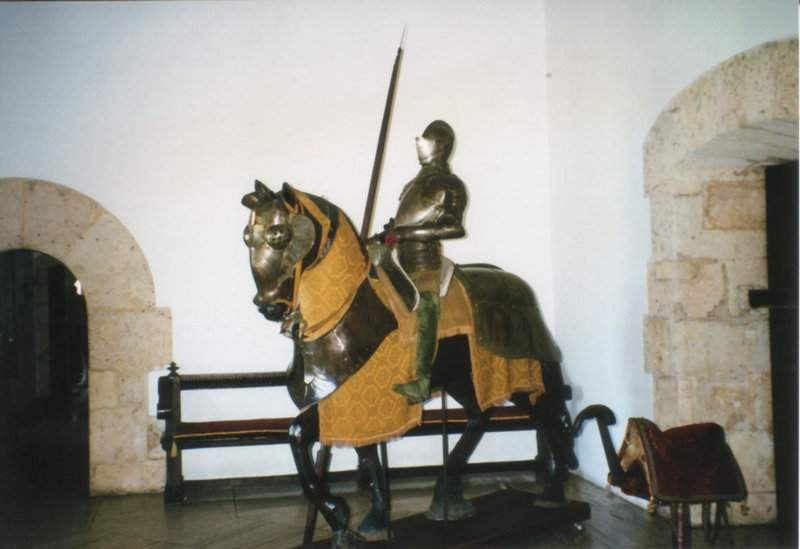
Armure pour cheval et cavalier